# 繪本百物語
《絵本百物語》（えほんひゃくものがたり）是天保12年（1841年）發表於日本的怪談集，作者署名桃山人，插畫繪者竹原春泉齋。

## 概要
近代的妖怪研究家認為，絵本百物語的是副標題《桃山人夜話》（とうさんじんやわ）。民俗學者藤沢衛彥在1926年發表的著作『変態伝説史』中提到對『桃山人夜話』這個名字進行了介紹，認為其就是著名的絵本百物語的副題。 
絵本百物語的作者是桃山人，插圖畫家為竹原春泉。桃山人這個名字据絵本百物語，發音為ペンネームらしく，根據岩波書店的『國書総目録』記載，桃山人即是江戶時代後期的戯作者桃花園三千麿 。 。
標題中的「百物語」是江戶時代流行的百物語怪談本的一種體裁，每個故事的名稱即為妖怪的名稱，並配以妖怪的畫像作為插圖，是一種怪談集和畫集相融合的作品。 。絵本百物語和江戶時代的妖怪畫集鳥山石燕的『畫圖百鬼夜行』有一些怪談來源相近或相同。 ，現代的作品多引用畫圖百鬼夜行中的妖怪形象。 也有人指出竹原春泉和鳥山石燕的畫風非常相似，不過相對於石燕，春泉的妖怪畫更具有存在感和動感。 。彩色印刷是絵本百物語中插畫的最大特徵。 。

## 收錄作品

### 第一卷

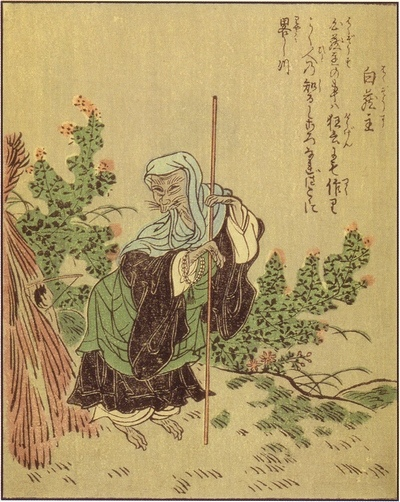
白藏主 化身為寺廟住持的白狐
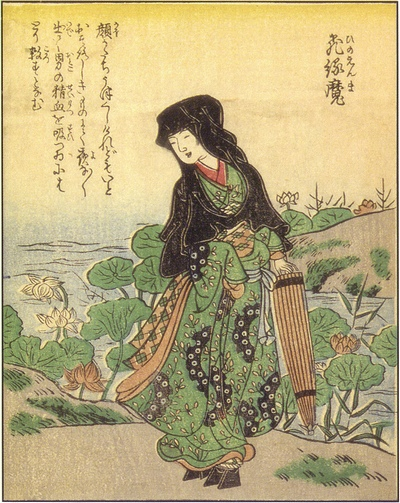
飛縁魔 由丙午年出生的女囚所化，会在夜晚出来晃荡，专门吸取好色男性的精血的妖怪
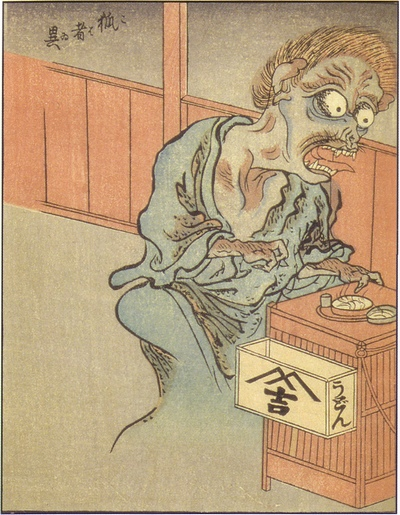
狐者異 生前藐視法紀，極盡目中無人之能事，以榨取他人圖利一已之人，死後因執念靈魂不散，屢以妖魔之形現身擾亂佛法世法
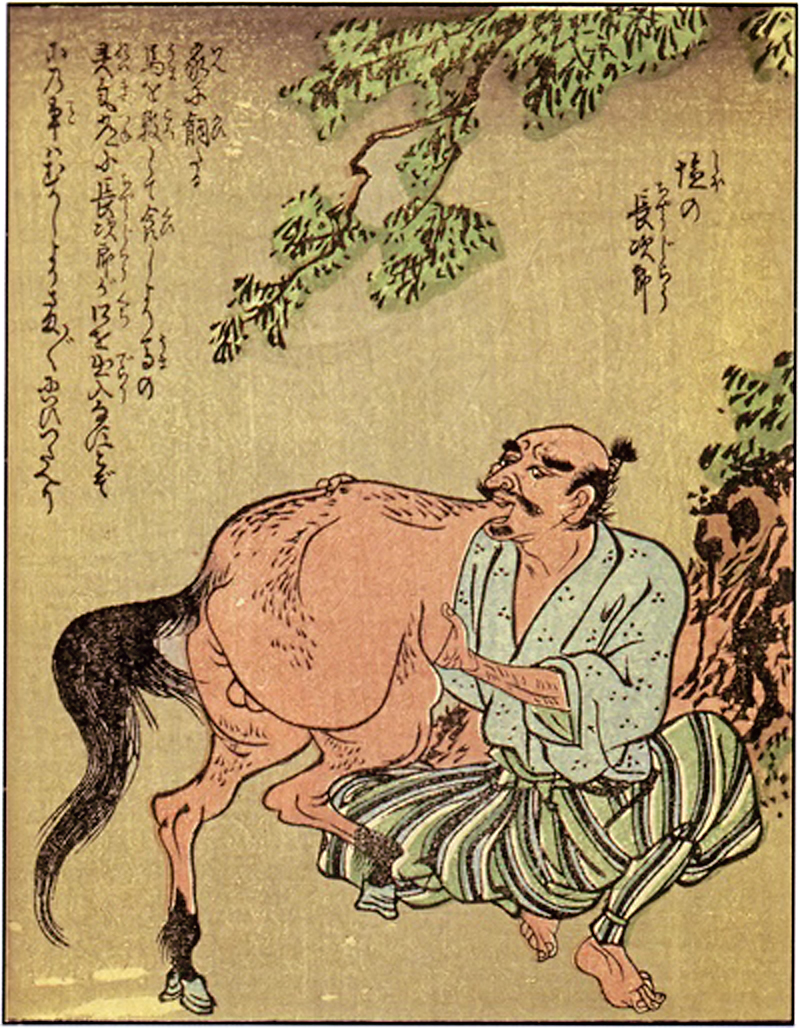
鹽之長司 由於虐待馬匹而被馬附身致死之人
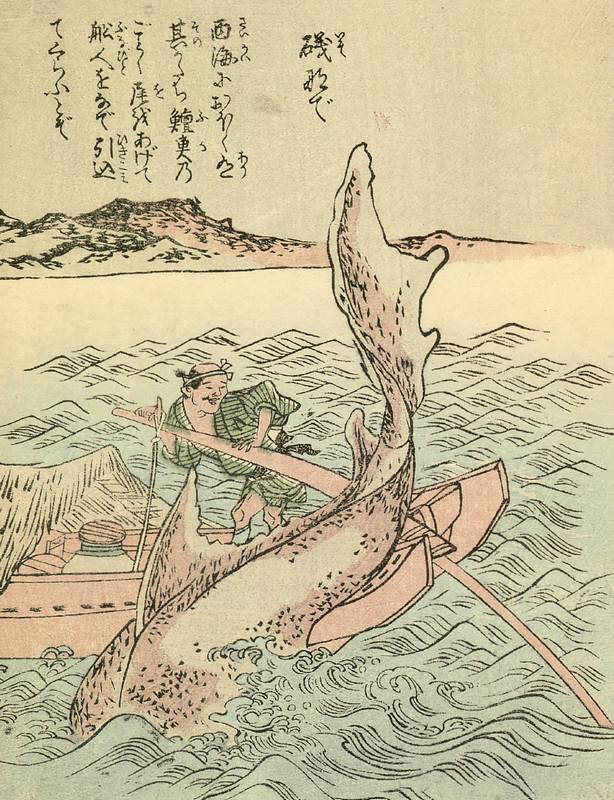
磯龍捲 生活在肥前松浦的西日本近海的怪魚
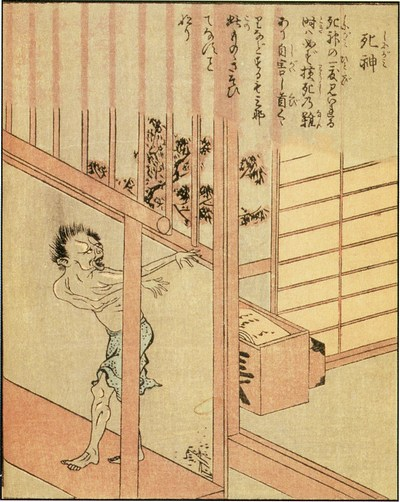
死神
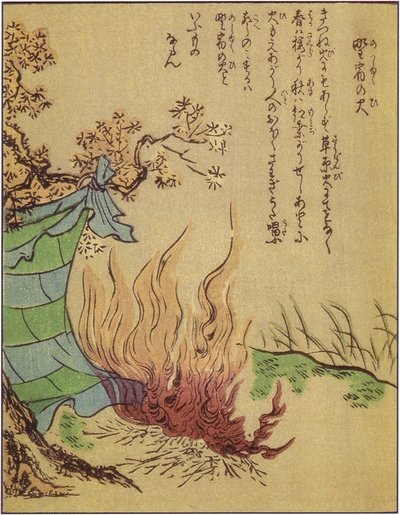
野宿火
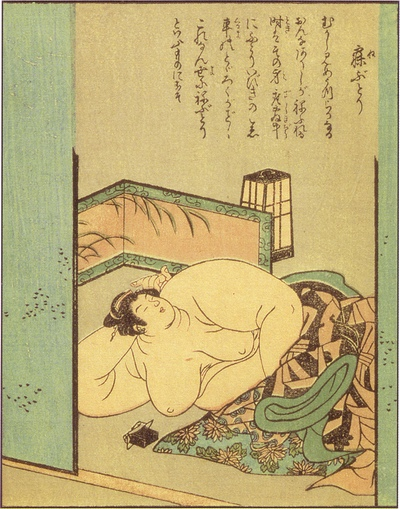
寢肥 平時是普通的女子，晚上上了床就會變成鼾聲大作的肥胖女妖
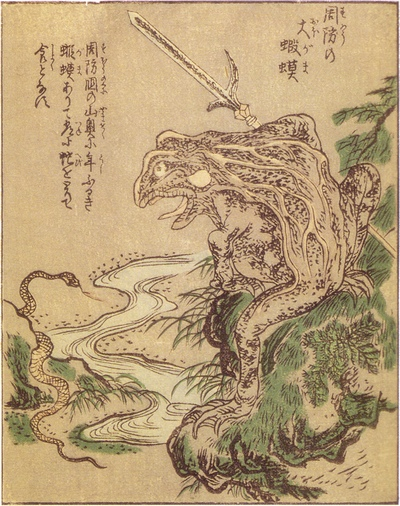
周防的大蝦蟇 周防國的巨大日本蟆蛙（蟾蜍的一種）

### 第二卷

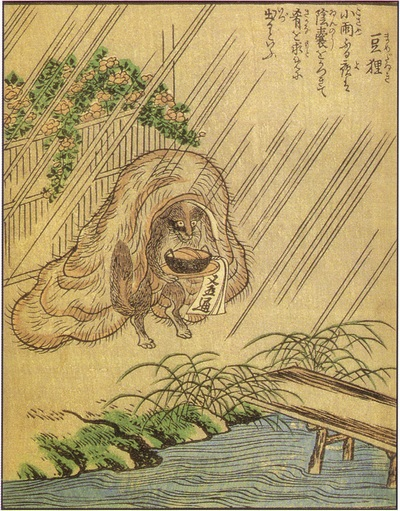
豆狸 日本傳說中狸幻化的妖怪
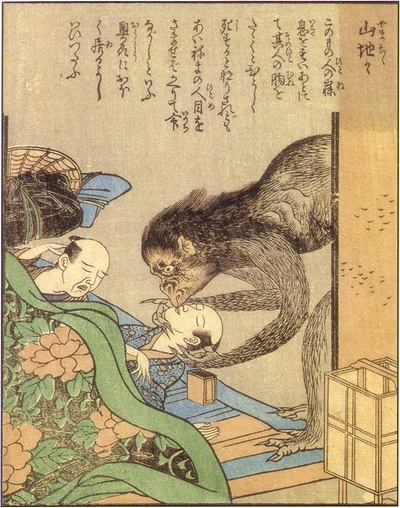
山地乳（やまちち）
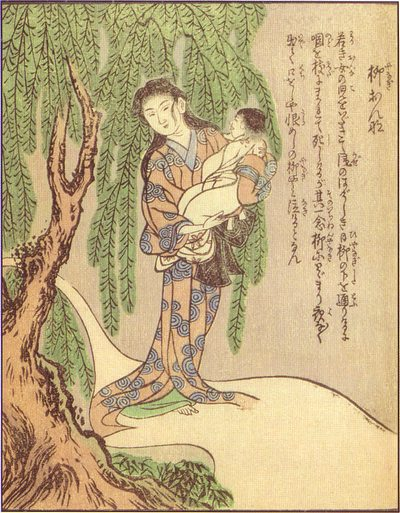
柳女 喪子的母親的怨念化作的妖怪
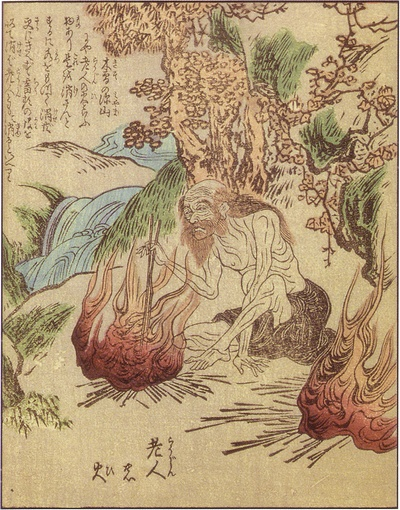
老人火（ろうじんび）
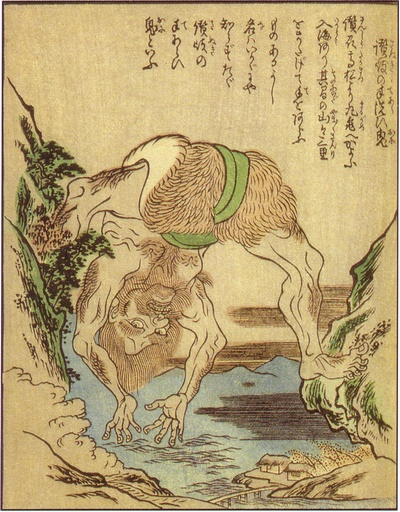
手洗鬼（てあらいおに）
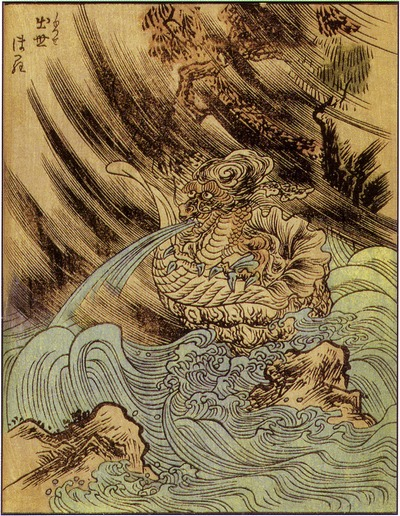
出世螺（しゅっせぼら）
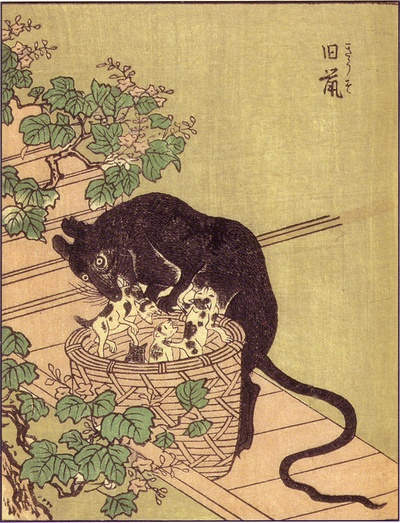
舊鼠（きゅうそ）
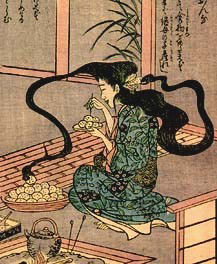
二口女 後腦勺也長了一張口的女性妖怪，她可以將自己的頭髮當做觸手使用，以向頭後面的口餵食
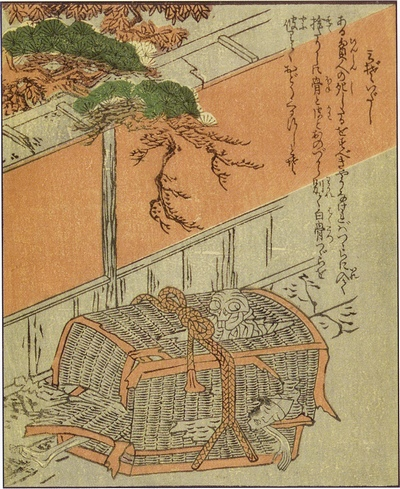
溝出（みぞいだし）

### 第三卷

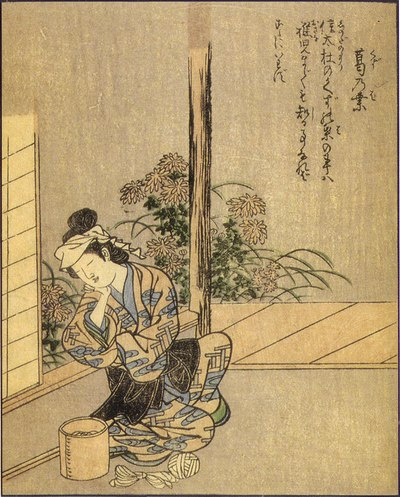
葛葉 日本著名的狐女，大陰陽師安倍晴明的母親
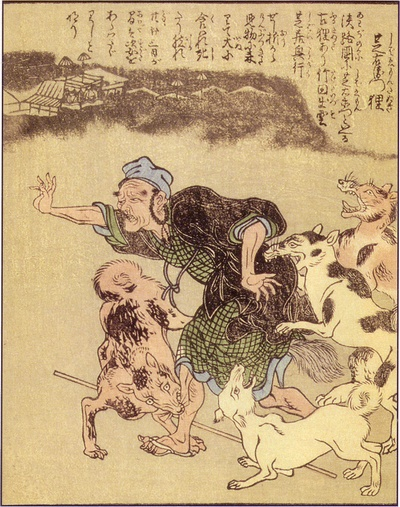
芝右衛門狸 淡路島傳說中可以變幻為人的狸，日本三大名狸之一
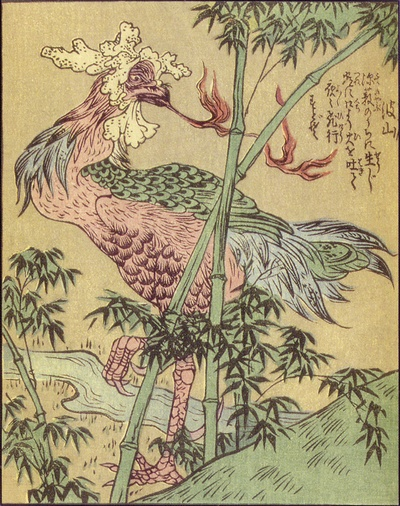
波山（ばさん）
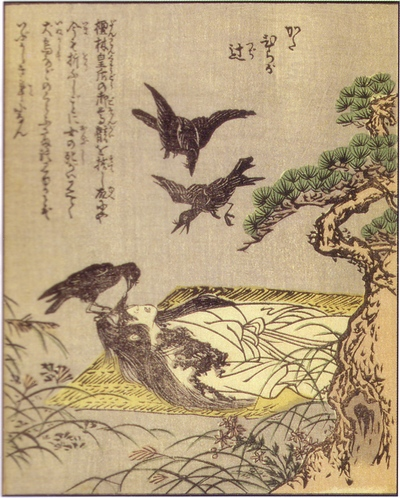
帷子辻 （かたびらがつじ）
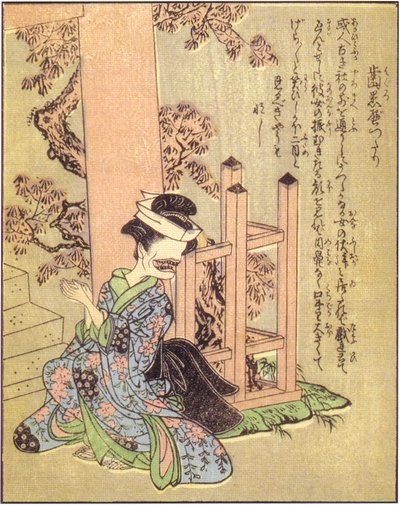
齒黑女 由无法成亲的女性变成的妖怪
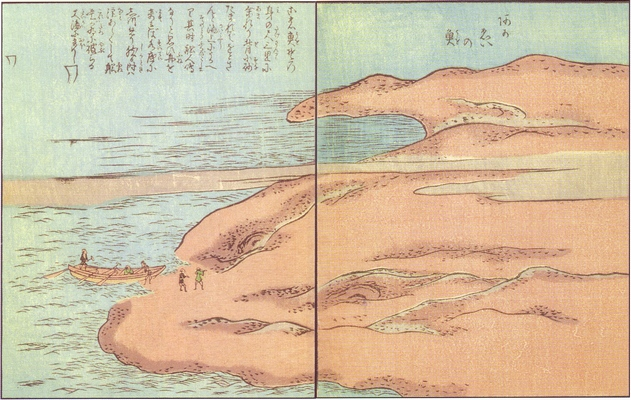
赤魚（あかえいのうお）
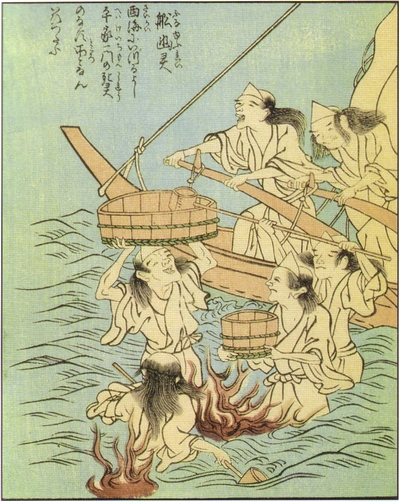
船幽靈（ふなゆうれい）
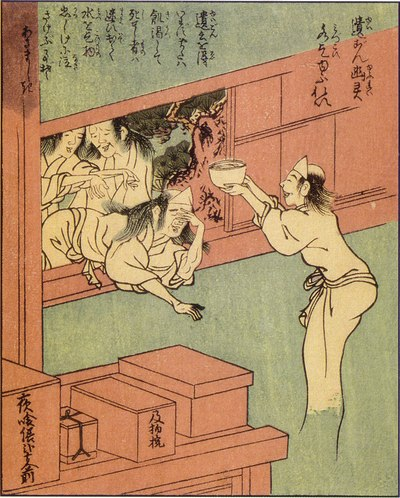
遺言幽靈（水乞幽靈）（ゆいごんゆうれいみずこいゆうれい）

### 第四卷

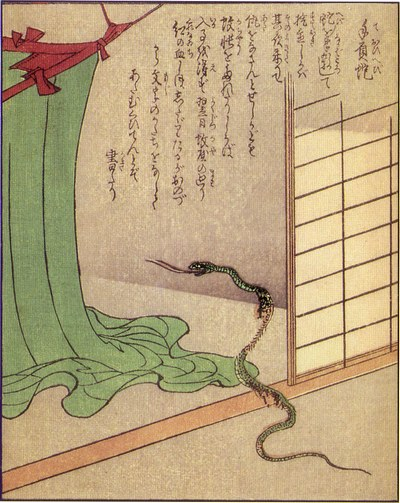
手負蛇（ておいへび）
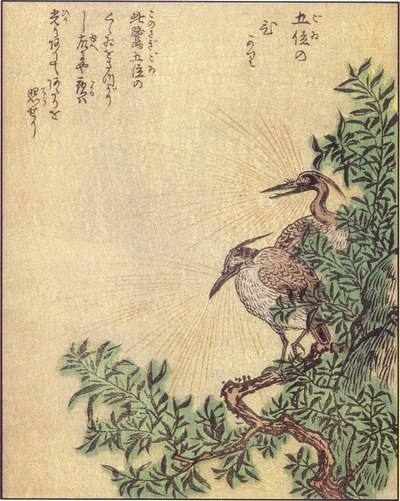
五位の光（ごいのひかり）
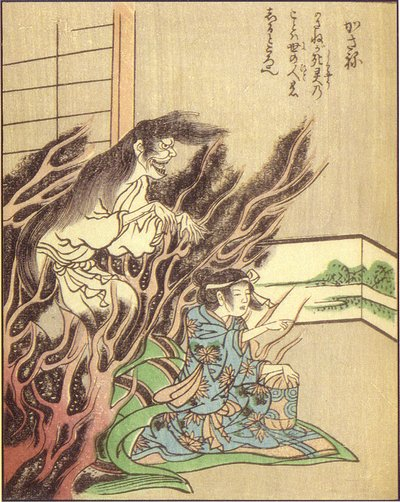
累（かさね）
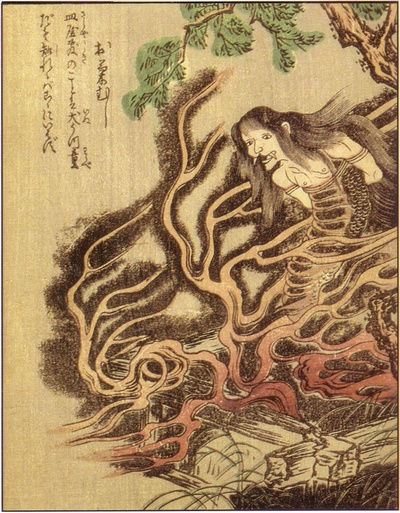
皿屋敷 女子阿菊的亡靈數盤子的怪談
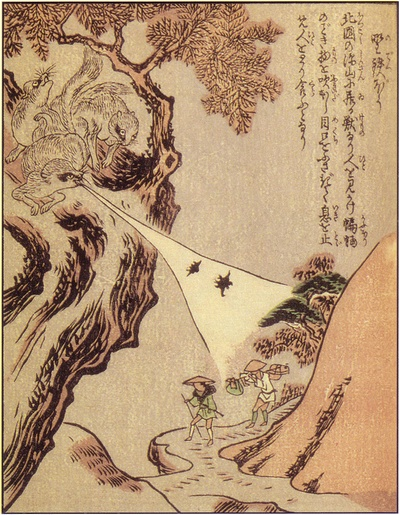
野鐵砲（のでっぽう）
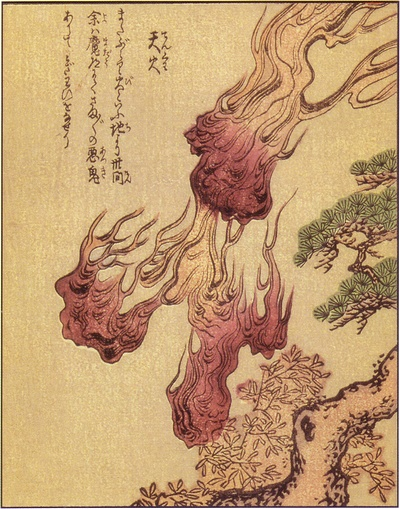
天火（てんか）
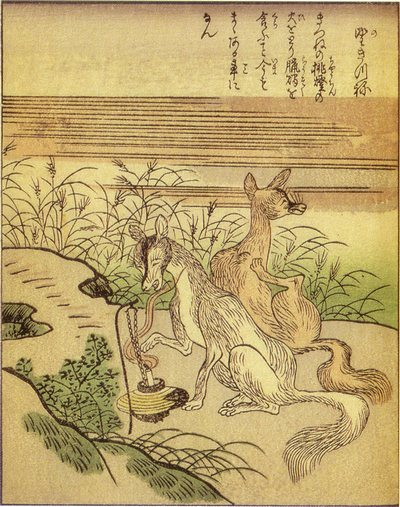
野狐 九州地方關於狐狸附身的傳說
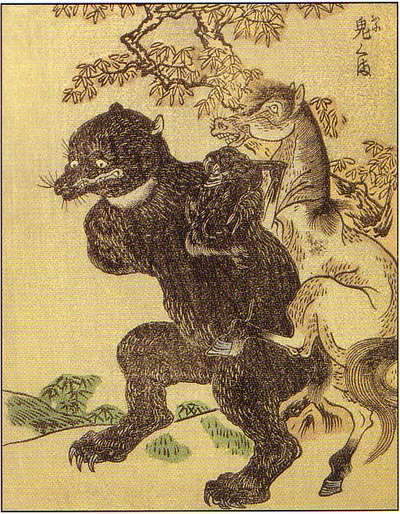
鬼熊（おにぐま）
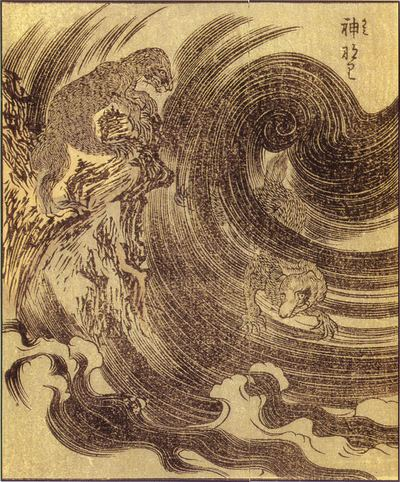
雷獸 傳說中隨著閃電出現的妖怪

### 第五卷

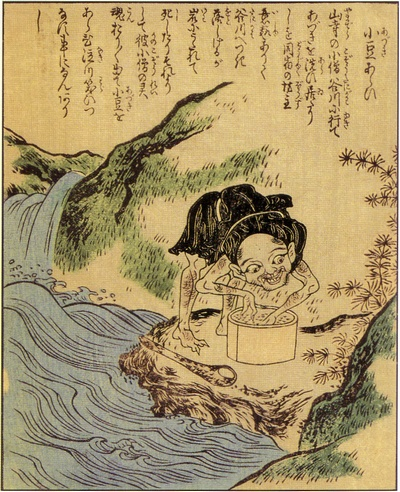
小豆洗（あずきあらい）
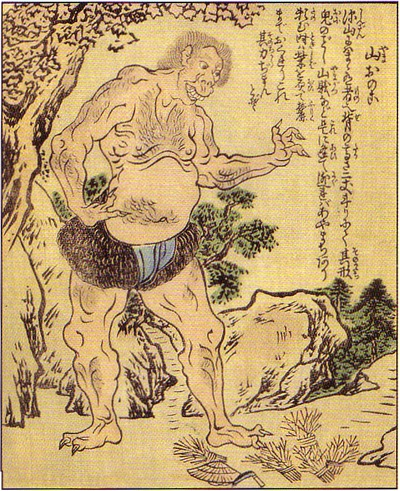
山男（やまおとこ）
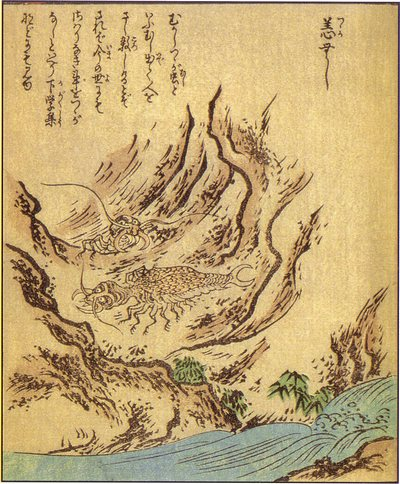
恙蟲（つつがむし）
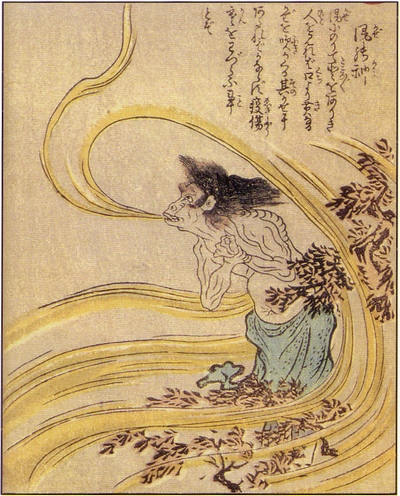
風神（かぜのかみ） 具有邪氣，乘著風在物體縫隙間、天氣忽冷忽熱間乘虛而入。見到人類便吹出黃色氣體，而人類一吸入此氣體便發病
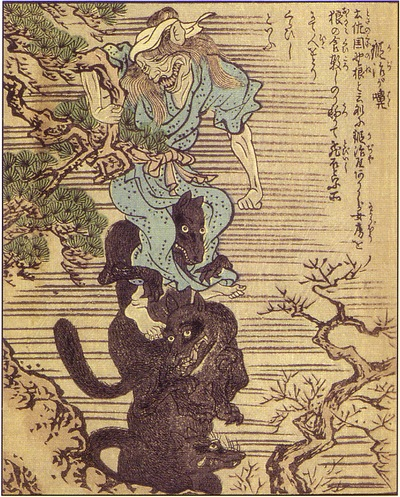
鍛冶媼（かじがばば）
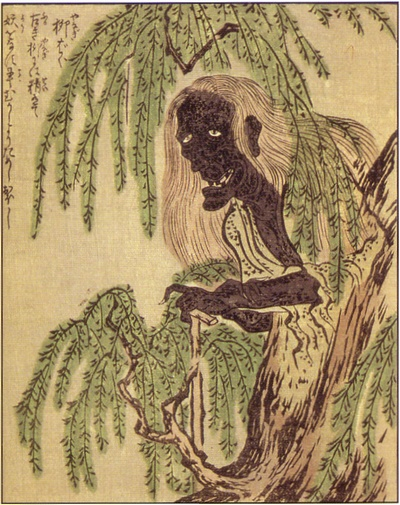
柳婆（やなぎばば）
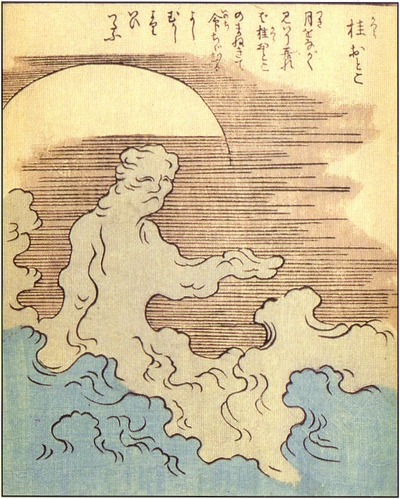
桂男（かつらおとこ）
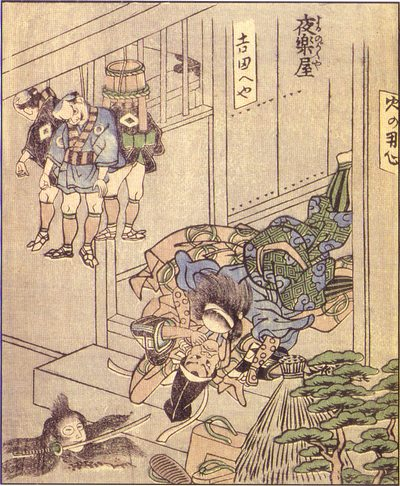
夜樂屋（よるのがくや）
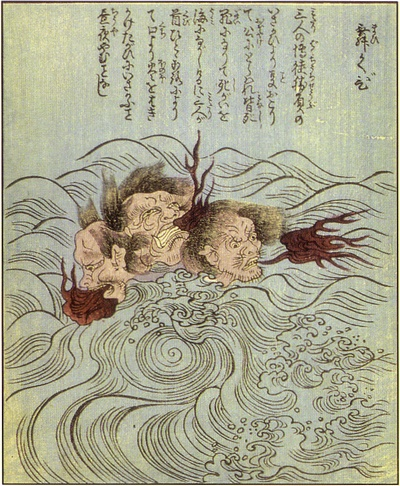
舞首（まいくび）